# Adis Hodžić
Adis Hodžić (sinh ngày 16 tháng 1 năm 1999) là một cầu thủ bóng đá Slovenia thi đấu ở vị trí hậu vệ cho câu lạc bộ Slovenian PrvaLiga NK Maribor.